# Alopecion guttatum
Alopecion guttatum — вид змій родини Lamprophiidae. Мешкає в Центральній Африці. Це єдиний представник монотипового роду Alopecion.

## Поширення і екологія
Alopecion guttatum поширені вздовж південної окраїни Африки, від півдня Намібії через захід, південь і схід Південно-Африканської Республіки до Лесото і Есватіні, можливо, трапляються в сусідніх районах Мозамбіку. Вони живуть в тріщинах серед скель, на висоті до 2300 м над рівнем моря. Ведуть нічний спосіб життя, живляться ящірками. Відкладають яйця, в кладці від 3 до 6 яєць розміром 38×20 мм.